# 메타그로스
| 이름           | 이름          | 이름            | 도감번호                                 | 성비    |
| 한국어         | 일본어        | 영어            | 도감번호                                 | 성비    |
| 메탕           | ダンバル      | Beldum          | 전국 374 호연(3세대) 190 호연(6세대) 199 | 없음    |
| 메타그로스     | メタグロス    | Metagross       | 전국 376 호연(3세대) 192 호연(6세대) 201 | 없음    |
| 포켓몬         | 타입          | 분류            | 신장                                     | 체중    |
| 메탕           | 강철 / 에스퍼 | 철공 포켓몬     | 0.6m                                     | 95.2kg  |
| 메탕구         | 강철 / 에스퍼 | 철발톱 포켓몬   | 1.2m                                     | 202.5kg |
| 메타그로스     | 강철 / 에스퍼 | 무쇠다리 포켓몬 | 1.6m                                     | 550.0kg |
| 메가메타그로스 | 강철 / 에스퍼 | 무쇠다리 포켓몬 | 2.5m                                     | 942.9kg |

| 특성(숨겨진 특성은 * / 메가진화 특성은 **) |                                       |
| 클리어바디                                 | 상대에 의해 능력치가 떨어지지 않는다. |
| *라이트메탈                                | 무게가 반으로 줄어든다.               |
| **단단한발톱                               | 접촉 공격 기술의 위력이 ⅓배 상승한다. |

《메타그로스》(일본어: メタグロス 메타구로스[*])는 포켓몬스터 시리즈에 등장하는 가공의 캐릭터(몬스터)다.

## 특징
온몸이 강철로 되어 있으며 두 개의 메탕구가 합체되어 네 개의 뇌를 가지고 있어 슈퍼컴퓨터만큼의 지식을 가지고 있다.

## 게임에서의 메타그로스
메탕구가 레벨 45일 때 진화한다.
《포켓몬스터 오메가루비·알파사파이어》에서 메가진화가 가능해졌다.
《포켓몬스터 울트라썬·울트라문》에서는 울라울라섬의 호쿠라니 큰산 풀숲에서 출현한다. 포획률이 매우 낮다.

## 애니메이션에서의 메타그로스
《포켓몬스터 AG》호연 리그에서 철희의 포켓몬으로 등장한다.
《열공의 방문자 테오키스》에서 세미의 포켓몬으로 등장한다.
《포켓몬스터 AG》에서 타워 타이쿤 리라의 포켓몬으로 등장한다.
《포켓몬스터 DP》117화에서 색이 다른 메타그로스가 등장한다.
《포켓몬스터 스페셜》에서 성호의 포켓몬으로 등장한다.

## 진화 전

### 메탕
메탕(Beldum, 일본어: ダンバル 단바루[*])의 분류는 철공 포켓몬이다.
《포켓몬스터 AG》에서 정원의 포켓몬으로 등장한다.

### 메탕구
메탕구(Metang, 일본어: メタング 메탄구[*])의 분류는 철발톱 포켓몬이다.

## 메가진화
메타그로스, 메탕구, 메탕 2마리, 총 4마리가 사이코 파워에 의해 합체하였다. 하나하나의 뇌가 병렬적으로 정보를 수집하여 처리한다. 엄청나게 영리하여 싸움에는 냉철 그 자체이다.

## 같이 보기
- 포켓몬스터